# Patulină
Patulina  este un compus organic, fiind clasificat ca o policetidă. Este o pulbere albă solubilă în apă acidă și în solvenți organici. Este o lactonă stabilă la temperatură, deci nu este distrusă prin pasteurizare sau denaturare termică. Cu toate acestea, stabilitatea în urma fermentației este diminuată. Este o micotoxină produsă de diverse specii de mucegaiuri, în special din genurile Aspergillus, Penicillium și Byssochlamys.